# ضفدع جبار
الضفدع الجبار هو أكبر الضفادع في العالم وهو نادر الوجود ويعيش في الكاميرون وأفريقيا الوسطى. وجدت من نوعه انثى في غينيا الاستوائية بلغ وزنها 3306 جرام ، وكان طولها الكامل 43 سنتيمتراً.